# Krystyna Chojnowska-Liskiewicz

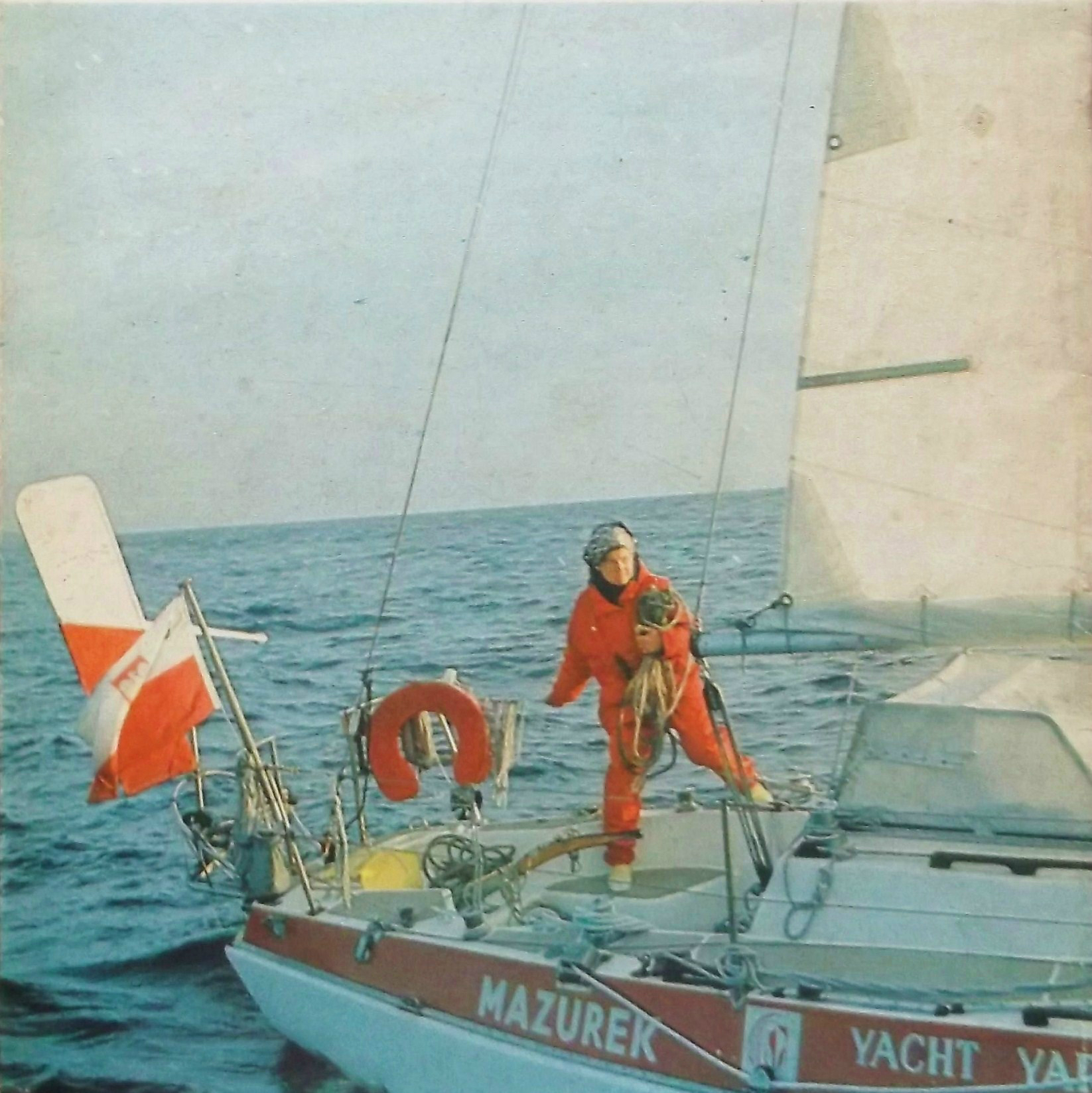
Krystyna Chojnowska-Liskiewicz auf der Yacht Mazurek (ca. 1979)

Krystyna Chojnowska-Liskiewicz (* 16. Juli 1936 in Warschau; † 13. Juni 2021 in Danzig) war eine polnische Seglerin.

## Leben
Krystyna Chojnowska absolvierte ein Schiffbaustudium an der Technischen Universität Danzig und arbeitete als Schiffbauingenieurin auf der Lenin-Werft in Danzig. Sie begann im Alter von 16 Jahren mit dem Segeln. 1960 wurde sie Steuermann, 1966 Yachtkapitänin der Hochseeschifffahrt. Als Kapitänin führte sie 21 Hochseeschifffahrten, darunter drei mit rein weiblicher Besatzung.
Sie wurde bekannt als erste Frau, die als Alleinseglerin die Welt umrundete. Die Reise mit der Yacht Mazurek begann am 28. März 1976 in Las Palmas de Gran Canaria. Über Bridgetown (Barbados), Balboa, Taiohae, Tahiti segelte sie nach Sydney, wo die Yacht repariert werden musste. Nach der Fortsetzung der Reise über Darwin erkrankte sie ernsthaft und wurde von Portland Roads aus mit dem Flugzeug nach Cairns gebracht. Sie setzte die Reise jedoch fort und erreichte am 2. Dezember 1977 die Straße von Mosambik und letztlich, nach 31.166 Seemeilen und 401 Tagen, am 21. April 1978 wieder ihr Ziel Las Palmas. Sie wurde im Guinness-Buch der Rekorde eingetragen.